# Caminata nórdica

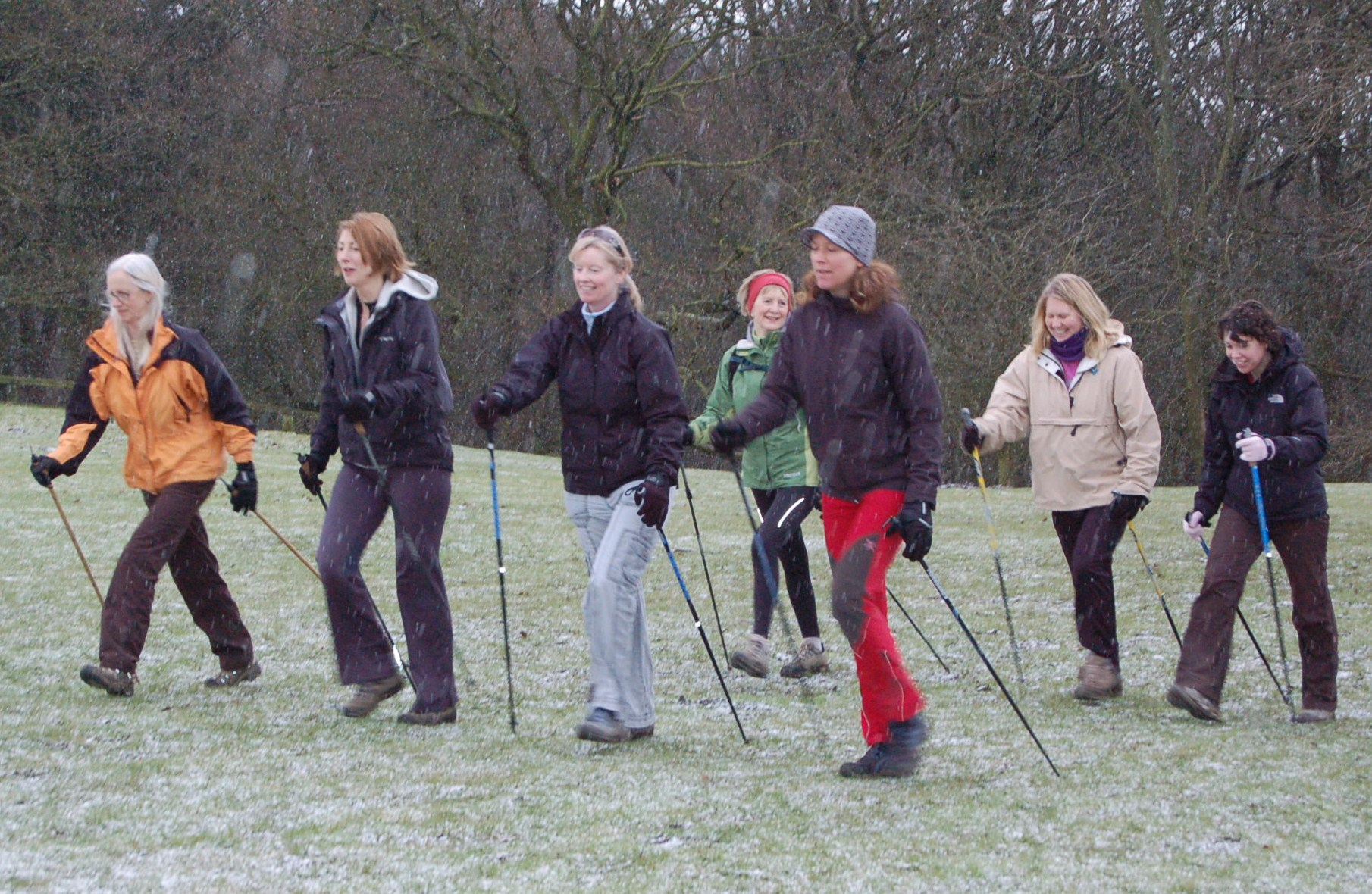
Grupo de personas practicando caminata nórdica en Inglaterra.

La caminata nórdica o marcha nórdica (en inglés, Nordic walking) es un deporte de resistencia y una forma de ejercicio al aire libre que consiste en caminar con la ayuda e impulso de bastones similares a los utilizados en el esquí.

## Historia
Los orígenes de este deporte están en los años 1930, cuando la mayoría de los esquiadores de fondo empezaron a incluir en sus entrenamientos de verano y otoño lo que llamaron "marcha con bastones" o "caminata con bastones", con el fin de mejorar su condición física y poder en invierno comenzar los entrenamientos con la intensidad adecuada.
Tras los esquiadores nórdicos y sus primeras caminatas nórdicas, algunos de los primeros casos documentados de caminata nórdica, los encontramos en los finlandeses Mauri Repo (en inglés), considerado el fundador del Nordic Walking; Leena Jääskeläinen, profesora de la Escuela de Viherlaakso (Helsinki); o Tuomo Jantunen, director de la asociación deportiva Suomen Latu. 

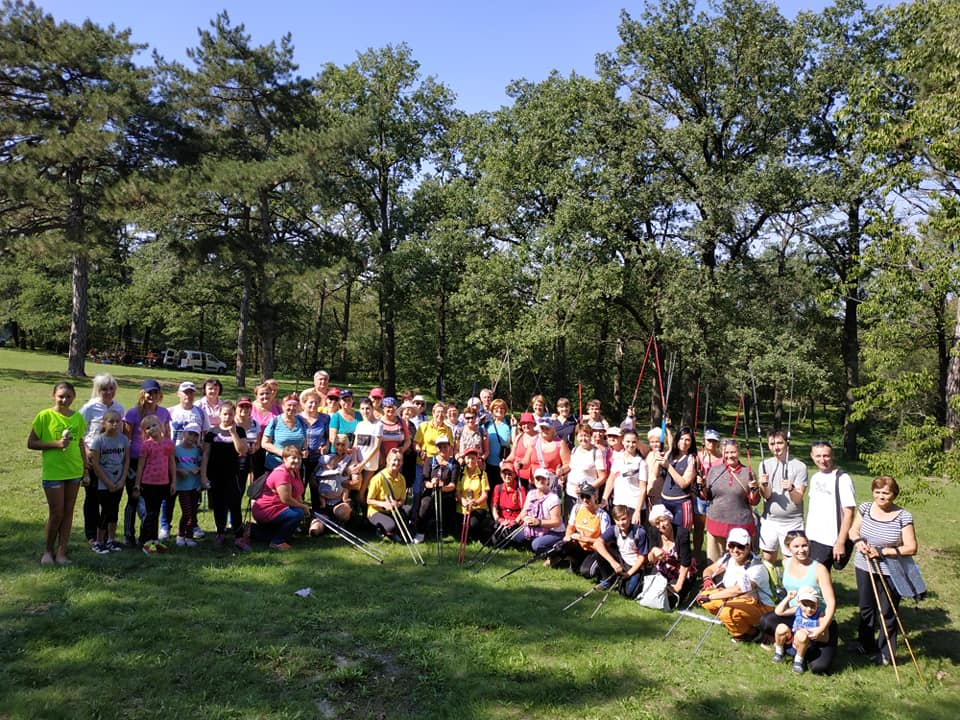

Posteriormente, en 1988, apareció en los EE. UU. una técnica con alguna similitud al Nordic Walking finlandés: EXERSTRIDER. Esta técnica fue fundada y desarrollada por el estadounidense Tom Rutlin, instructor de esquí y corredor de fondo. En Estados Unidos, se han fundado y desarrollado otras técnicas similares a EXERSTRIDER posteriormente: Fittrek en el año 2000, Keenfit en el año 2004, etc.
No fue hasta el año 1997 cuando el fabricante nórdico Exel contactó con el finlandés Marko Kantaneva para crear unos bastones y desarrollar una nueva técnica de caminata nórdica. Una vez adaptados los bastones y desarrollado el sistema de sujeción de estos a la mano, se presentó la caminata nórdica en Finlandia en 1997 como Sauvakävely ("marcha con bastones"). 
En el año 2000, se fundó la International Nordic Walking Federation (INWA). En el año 2005, se creó la International Nordic Fitness Association (INFO).  En el año 2010, Marko Kantaneva fundó la federación WONWF (World Original Nordic Walking Federation). La primera desarrollando la técnica Metodología de los 10 pasos, la segunda la técnica ALFA-247 y la tercera la técnica Original.
La práctica de la caminata nórdica o Nordic Walking como actividad física regular tiene efectos similares al entrenamiento de otros deportes de resistencia. Mejora el 90% de los músculos del cuerpo humano, la capacidad aeróbica, el consumo máximo de oxígeno, la resistencia física, la resistencia psicológica, fortalece el sistema inmunitario, retarda el proceso de envejecimiento.

## La técnica
Para practicar caminata nórdica o Nordic Walking, hay que hacerlo con una técnica correcta. Las principales técnicas existentes (Metodología de los 10 pasos o INWA, Original, ALFA-247, Fittrek) presentan algunas diferencias. 

### Metodología de los diez pasos
La técnica Metodología de los diez pasos o INWA, avalada por la federación INWA, defiende los principios siguientes: caminar natural y correcto, postura y alineación del cuerpo correcta, estabilidad central, uso activo de los músculos de la espalda y el abdomen, uso adecuado de la técnica específica de los bastones —técnica similar al esquí de fondo—.

### Original
La técnica Original de Marko Kantaneva, parecida a la de la INWA y avalada por la federación WONWF (World Original Nordic Walking Federation), resulta muy similar al esquí de fondo. Propone un gesto parecido, utilizando la técnica diagonal derivada del esquí de fondo. La técnica Original combina la marcha nórdica con diversos ejercicios de fortalecimiento muscular y estiramientos. 

### ALFA-247
La técnica ALFA-247, avalada por la federación INFO, resulta una variante de la anterior y se puede destacar el significado que le otorga a sus cuatro siglas:
- A – Andar derecho. El objetivo es mantener erguida de una forma natural la columna vertebral para obtener un movimiento funcional y saludable para la espalda.
- L – Largos los brazos. A través del brazo largo durante las fases de impulso y recobro, el objetivo es garantizar el funcionamiento óptimo de la musculatura del brazo y el tronco. No se trata de tener un brazo estirado y tenso, sino de realizar movimientos amplios.
- F – Formar un triángulo. Clavar el bastón en un ángulo aproximado de 60° para aportar al practicante la combinación idónea entre apoyo y sistema de entrenamiento.
- A – Adecuar el paso. El objetivo es adaptar la longitud del paso a cada situación. La longitud del paso depende del alcance del movimiento de impulso del brazo, o sea, de cuánto avanzó con relación al bastón que soporta el peso. Además, la longitud del paso depende del terreno, el suelo y, por último, de la constitución física del practicante.

## Bastones
Los bastones de caminata nórdica o Nordic Walking suelen ser de aluminio, carbono, mezcla de carbono y fibra de vidrio o de aluminio. El carbono garantiza una mejor amortiguación que el aluminio y es más estable. Un taco de goma intercambiable absorbe los golpes y el ruido al chocar el bastón con el asfalto.
Cuanto mayor sea el porcentaje de carbono del bastón, más adecuado es también para la marcha nórdica.
La longitud de los bastones se calcula multiplicando la estatura por 0,66/0,68 o 0,7. Sobre todo al principio, no deben ser muy largos, pues un bastón demasiado largo obstaculiza el correcto desarrollo del movimiento.
Una empuñadura con fiadores asegura que la transferencia de la fuerza de la mano al bastón sea óptima.

## Competiciones
La federación INWA, fundada en el año 2000, celebró su primera Copa del Mundo de Nordic Walking en el año 2017.
La federación WONWF, fundada en 2011 por Marko Kantaneva, celebró su primer Campeonato del Mundo en el año 2018. Y la ENWO (European Nordic Walking Organisation), fundada en 2015, celebró su primer Campeonato de Europa ese mismo año.
La Federación Francesa de Atletismo y la Federación Italiana de Atletismo, pertenecientes a la IAAF, Federación Internacional de Atletismo, han admitido la caminata nórdica o Nordic Walking como deporte en los últimos años y tienen competiciones nacionales.
En el año 2008, se fundó el WR-NW (World Ranking-National and World Race Walking), institución dedicada a las competiciones internacionales y a los Récords del Mundo de disciplinas atléticas relacionadas con la marcha. Esta institución reconoce a nivel internacional a las federaciones INWA, WONWF y ENWO y a las federaciones de atletismo que celebran campeonatos nacionales y competiciones de caminata nórdica o Nordic Walking. Los récords que reconoce son los establecidos en ruta y pista; y en pruebas de fondo, de ultrarresistencia (distancias superiores al maratón de 42,195 km) y de Multiday (varios días).